# Beerenbusch

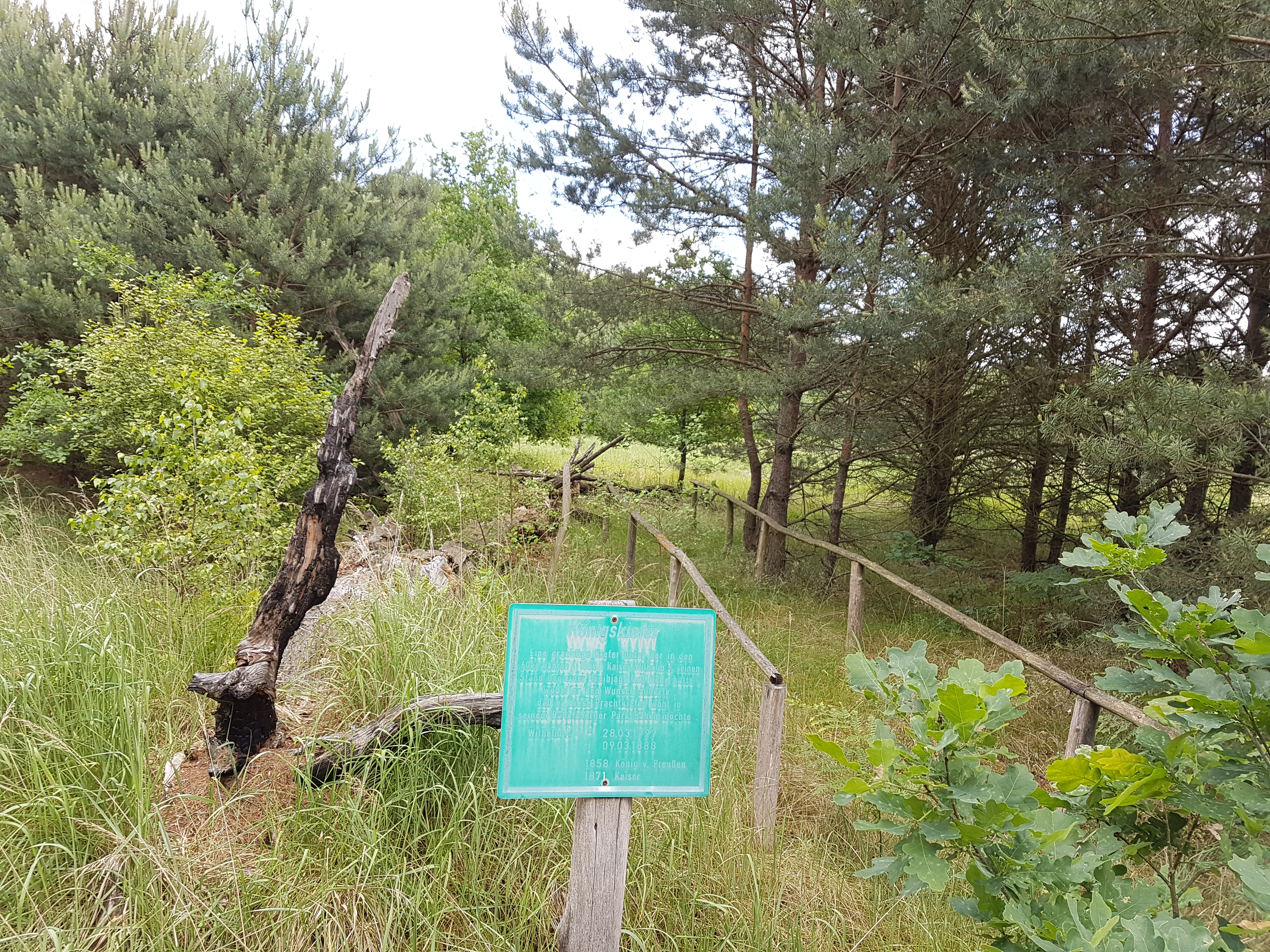
Die sogenannte Königskiefer

Der rund 70 ha große Beerenbusch ist ein Naturschutzgebiet im Landkreis Oder-Spree in Brandenburg. Es befindet sich östlich von Fürstenwalde und gehört somit auch zum Stadtforst Fürstenwalde.

## Arten
Als besonders schützenswert gelten die naturnahen Stieleichen-Hainbuchen und Erlenbruchwälder. Der Beerenbusch ist zudem ein Refugium für seltene einheimische Pflanzenarten wie etwa dem Bleitblättrigen Sitter oder die Weiße Waldhyazinthe. Auch der Hirschkäfer ist vorzufinden.

## Sehenswürdigkeiten
Sehenswert sind die Reste der sogenannten Königskiefer, welche dem späteren Kaiser Wilhelm I. (der sie als Stand bei einer Treibjagd nutzte) so sehr gefiel, dass er sie in seinen Babelsberger Park nach Potsdam versetzen wollte. Zudem führt ein Walderlebnispfad durch den Beerenbusch, welcher Wissenswertes über den Wald durch einzelne Stationen vermittelt.

## Ortslage Beerenbusch
Im Gebiet des Beerenbusches existiert zudem an der östlichen Grenze der Gemarkung Fürstenwalde (Grenze zur Gemarkung Berkenbrück) eine gleichnamige Ortslage. Dort befindet sich das Forsthaus Beerenbusch des Stadtforst Fürstenwalde.